# Cavea

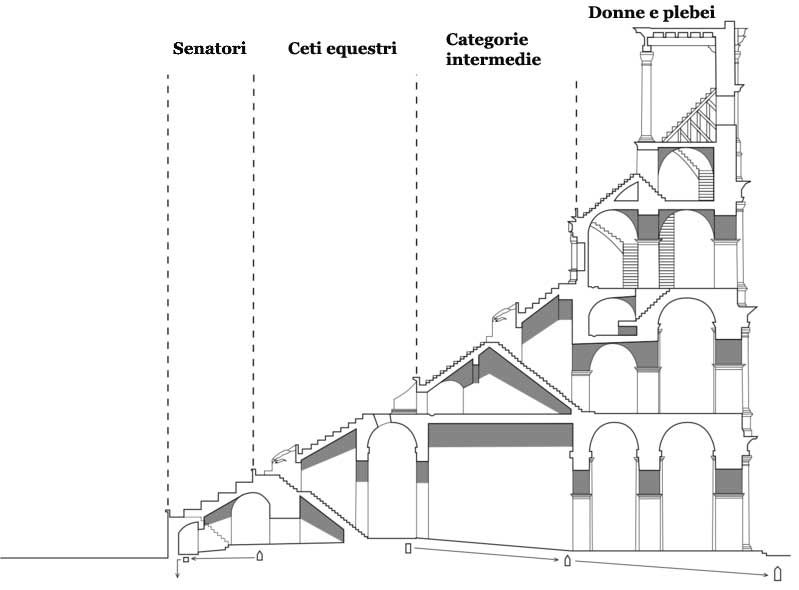
La divisioni in settori della cavea al Colosseo

Il kòilon o càvea è l'insieme delle gradinate (diviso in settori) di un anfiteatro o di un teatro classico, dove prendevano posto gli spettatori per assistere alle rappresentazioni, ai giochi, o ad altri intrattenimenti. 
Nella Roma antica in origine era quella parte nascosta degli anfiteatri dove erano collocate le gabbie delle fiere, in seguito viene a denominare lo spazio destinato al pubblico. Diviso per ceto sociale, era distinta in ”ima”, ”media” e ”summa cavea”, in cui prendevano posto rispettivamente i ceti dei rango senatorio (in prima fila) e di rango equestre, le categorie intermedie, e la plebe.
La cavea poggiava sopra le volte dei vomitoria, accessibili dall'ambulacro che girava tutto intorno all'edificio.
Nella maggior parte dei casi, negli anfiteatri la cavea è di forma ellittica.

## Etimologia
Càvea deriva dal latino cavea, di origine incerta. La sua disposizione incavata unita all'origine del teatro suggerisce che abbia affinità con la parola cavèrna dal latino cavĕrna, derivato di cavus «cavo, incavato».